# Alleniella chilensis
Alleniella chilensis là một loài rêu trong họ Neckeraceae. Loài này được (Schimp. ex Mont.) S. Olsson, Enroth & D. Quandt mô tả khoa học đầu tiên năm 2011.